# Pentarquía (Cuba)
La Pentarquía, formalmente conocida como la Comisión Ejecutiva del Gobierno Provisional de Cuba, fue una coalición que gobernó Cuba entre el 5 y el 10 de septiembre de 1933, tras el derrocamiento del General Gerardo Machado el 12 de agosto previo. Antes de la Pentarquía, el General Alberto Herrera (12–13 de agosto de 1933) y Carlos Manuel de Céspedes y Quesada (13 de agosto - 5 de septiembre de 1933) fueron presidentes provisionales del país.
Los miembros de la Pentarquía fueron:
- Sergio Carbó y Morera (1891–1971), periodista.

- Porfirio Franca y Álvarez de la Campa (1878–1950), abogado, banquero y economista.

- Ramón Grau San Martín (1887–1969), profesor de la Facultad de Medicina de la Universidad de La Habana.

- José Miguel Irisarri y Gamio (1895–1968), abogado.

- Guillermo Portela y Möller (1886–1958), profesor de la Facultad de Leyes de la Universidad de La Habana.

Lo primero que hizo la Pentarquía fue una proclama, escrita por Sergio Carbó, y firmada por 18 civiles y un militar, el sargento Fulgencio Batista. Dicha proclama fue publicada en todos los periódicos cubanos al día siguiente. Posteriormente, Carbó ascendió a Batista del grado de sargento a coronel sin avisarle a los otros cuatro pentarcas. Días después, fueron depuestos por el Directorio Estudiantil Universitario y Ramón Grau fue nombrado presidente, en el gobierno de los Cien Días, hasta su renuncia el 15 de enero de 1934, cuando Fulgencio Batista, con el apoyo de la Junta Revolucionaria, designa presidente al ingeniero Carlos Hevia que, varios días después, es sustituido por el coronel Carlos Mendieta y Montefur, nombrado por Batista.

## Intentos de derrocar la Pentarquía
El embajador norteamericano en Cuba Sumner Welles le escribió un telegrama al Secretario de Estado estadounidense que en la noche del 6 de septiembre de 1933, el Dr. Horacio Ferrer, Secretario de la Guerra en el gabinete de Carlos Manuel de Céspedes y Quesada, lo llamó para verlo. Le avisó al embajador que estaba en contacto con los sargentos que controlaban la Fortaleza de La Cabaña, quienes le comunicaron a Ferrer que participarían en el motín y que se encontraban preparados para entrar en acción. El plan de Ferrer sería que, tras tomar medidas preliminares, Ferrer, acompañado con 80 oficiales leales, iría el 8 de septiembre a la Fortaleza de La Cabaña junto al Presidente Céspedes y varios miembros de su gabinete y que en la mañana del 9 de septiembre, Ferrer proclamaría el apoyo de la guarnición de la Fortaleza al gobierno "legítimo" del Presidente Céspedes. Ferrer le preguntó al embajador si:
“se debía tomar dicha acción, y si el gobierno de Céspedes debía solicitar al Gobierno de los Estados Unidos que desembarcara tropas desde los acorazados cercanos a Cojímar el este de La Cabaña, para asistir a Céspedes, manteniendo el orden.”
Sumner Welles apoyó la idea de Ferrer y le comunicó a Washington lo siguiente:
"Lo que yo propongo sería una intervención estrictamente limitada de la siguiente  naturaleza (...) desembarcar una fuerza militar considerable en La Habana y fuerzas más pequeñas en otros de los puertos más importantes de la República."`
Sin embargo, la administración de Franklin Delano Roosevelt estaba reticente a cualquier forma de intervención militar, tal como se señala en el siguiente telegrama, en respuesta a Sumner Welles proponiendo la "intervención limitada." El Secretario de Estado, Cordell Hull el 7 de septiembre de 1933 a las 8 p. m.:
"Apreciamos plenamente los varios puntos de vista de su anterior telegrama. Sin embargo, tras muchas consideraciones, el Presidente ha decidido enviarle el siguiente mensaje:

"Sentimos profundamente que cualquier promesa, implícita o no, relacionada con lo que los Estados Unidos harían bajo cualquier circunstancia es imposible, pues sería visto como una brecha en nuestra neutralidad, favorecer a una facción, e intentar establecer un gobierno que sería visto por el mundo entero, y especialmente en Latinoamérica, como una creación del gobierno estadounidense (...) Guardar una estricta neutralidad es esencial."
Además del intento del Dr. Ferrer para derrocar la Pentarquía, también el ejército, leal a Batista, intentó llegar a acuerdos con Céspedes detrás del telón. Sumner Welles reportó al Secretario de Estado estadounidense el 9 de septiembre de 1933: 
"Una comisión de sargentos visitó al [ex] Presidente Carlos Manuel de Céspedes y Quesada esta mañana en su casa para informarle que el Coronel, ex-sargento, Fulgencio Batista estaba dispuesto a apoyar su restauración a la Presidencia si el Presidente Céspedes lo confirmaba como Coronel y Jefe del Ejército, además de garantizar su seguridad y la de sus socios en el motín. El Presidente Céspedes se negó a hacer compromisos mientras no fuera restituido en el poder."